# Andreas Hofmeister

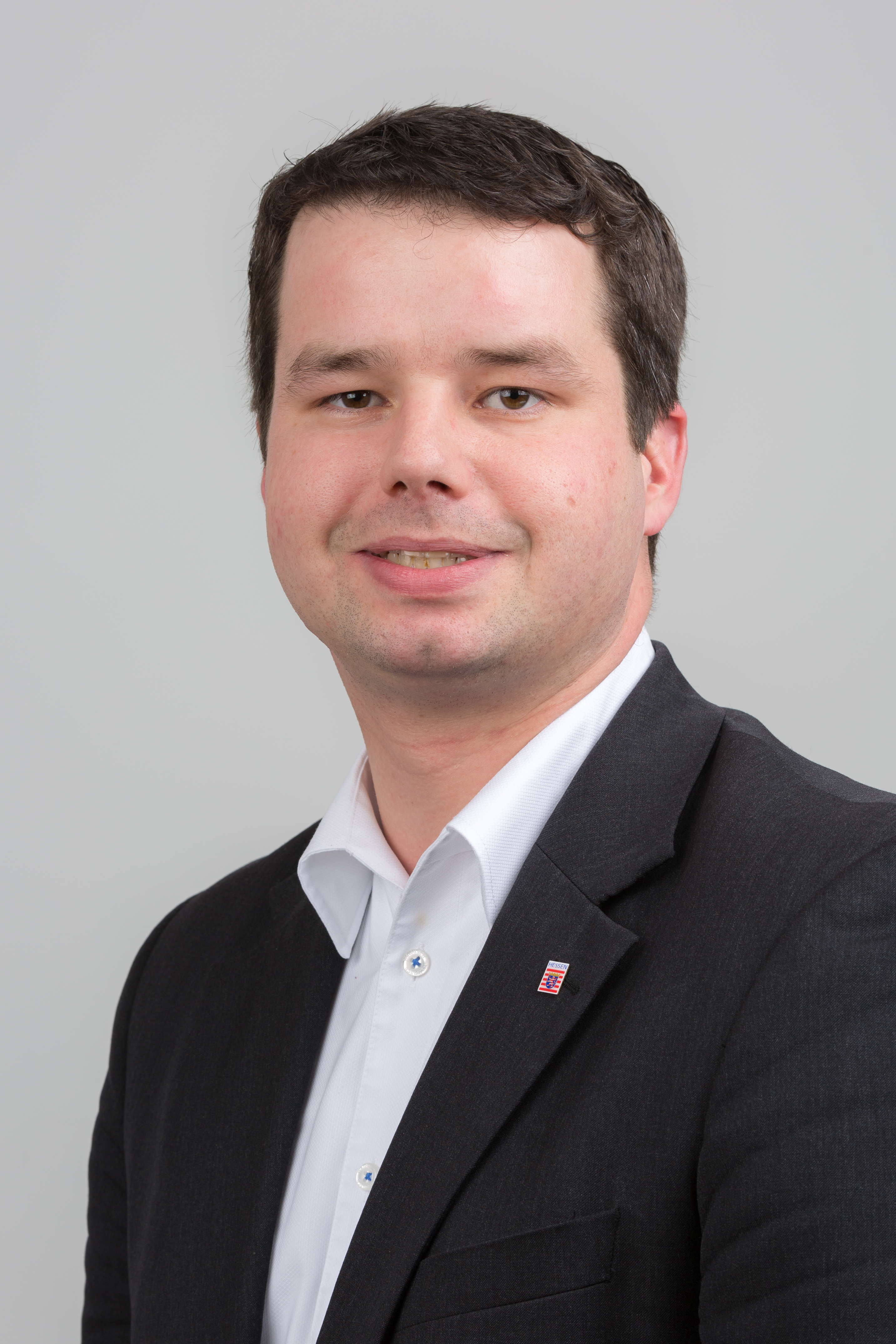
Andreas Hofmeister (2016)

Andreas Hofmeister (* 12. September 1980 in Wiesbaden) ist ein deutscher Politiker (CDU) und seit 2013 Abgeordneter des Hessischen Landtags.
Nach dem Abitur an der Tilemannschule in Limburg an der Lahn und dem Wehrdienst bei der Bundeswehr begann Hofmeister ein Studium der Verfahrenstechnik in Frankfurt am Main, das er 2005 als Diplom-Ingenieur abschloss. Von Januar 2010 bis zu seiner Wahl in den Landtag 2013 arbeitete er als Kreisgeschäftsführer der CDU Limburg-Weilburg.
Hofmeister trat 1997 als Schüler in die Junge Union und 2000 auch in die CDU ein. Er war Kreisvorsitzender der Jungen Union und ist seit 2009 Landesschatzmeister der hessischen JU. Andreas Hofmeister gehört seit 2006 dem Kreistag von Limburg-Weilburg und seit 2011 der Stadtverordnetenversammlung seiner Heimatstadt Bad Camberg an. Bei der Landtagswahl 2013 trat er als Direktkandidat im Wahlkreis Limburg-Weilburg II an, erzielte 43,8 % der Wahlkreisstimmen und zog damit über das Direktmandat in den Landtag ein. Hofmeister verteidigte bei den Landtagswahlen 2018 und 2023 sein Direktmandat.
Hofmeister lebt in Bad Camberg.